# Адольфсдор
Адольфсдор — золотая монета отчеканенная в 1759 году во время правления короля Швеции Адольфа Фредрика для Шведской Померании. Представлял по своей сути пистоль, то есть распространённую в германских землях золотую монету отчеканенную в подражание луидорам стоимостью в 5 рейхсталеров. Монету выпустили на монетном дворе Штральзунда.
В 1759 году небольшим тиражом выпустили также двойные адольфсдоры весом 13,3 г и указанием номинала «X THALER».